# Беспилотное такси

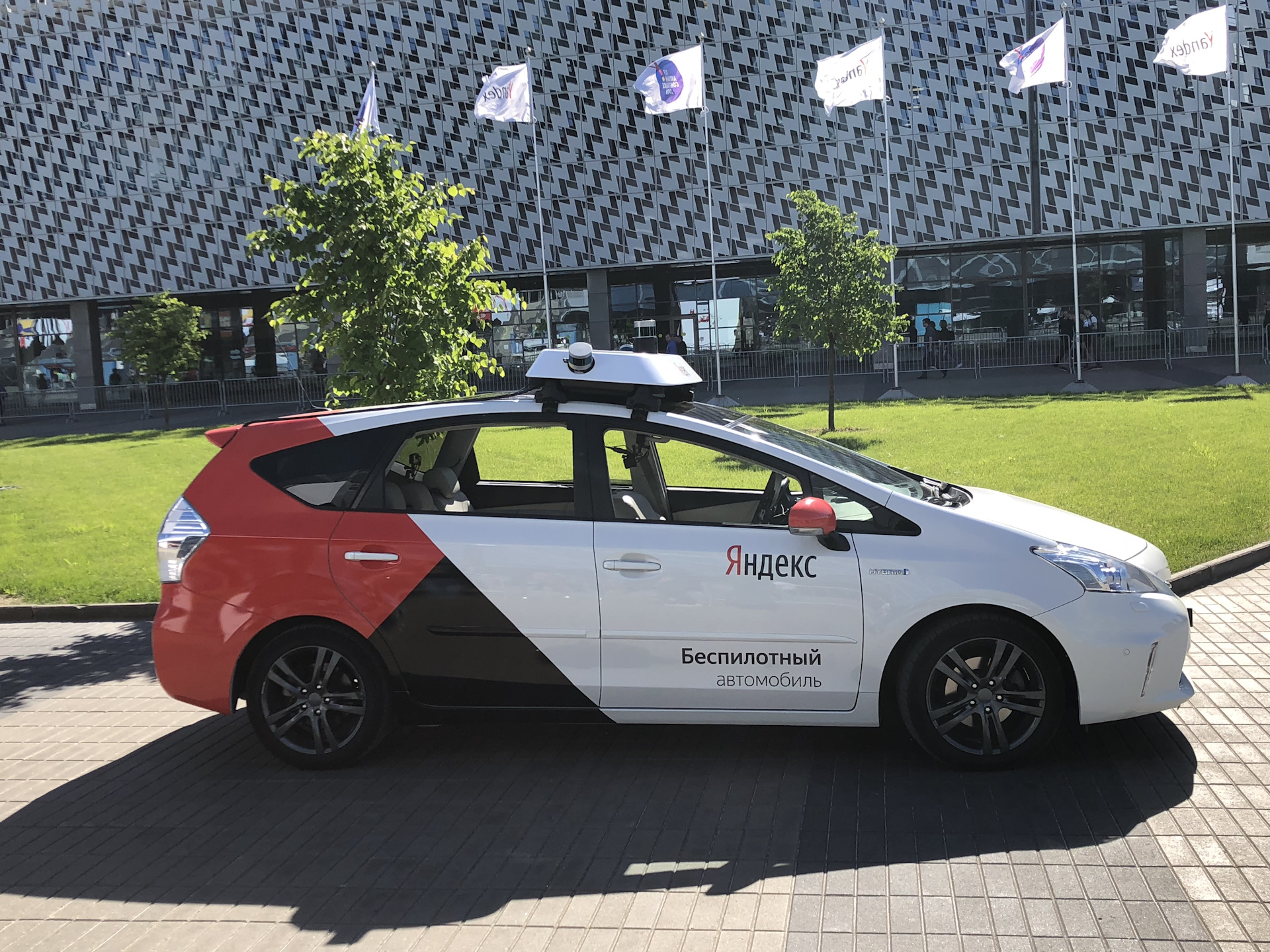
Беспилотное такси Яндекс

Беспилотное такси или Роботакси — такси, беспилотный автомобиль, который по стандартам SAE должен иметь 5-й или хотя бы 4-й (на этапе тестирования) уровень автоматизированности управления. Это означает, что авто должно быть способно к безопасному передвижения по заданному маршруту и к парковке полностью без помощи водителя, или только на ограниченных участках со сложным ландшафтом или в больших пробках (4 уровень). Вызвать такое такси можно с помощью специального мобильного приложения. Отсутствие потребности в водителе, плата которому составляет значительную часть расходов в работе обычного такси, позволит удешевить эту услугу. Компании, которые занимаются внедрением такого вида пассажирского транспорта, рассчитывают, что клиенты предпочтут такое такси собственному авто, которое требует хлопот и затрат на паркоместо, топливо, ремонт, страхование, оплату штрафов за нарушение ПДД, а также невозможность употребления алкогольных напитков.
Большинство авто, которые рассматриваются на роль роботакси, представляет собой гибридные или полностью электрические автомобили. Это позволит значительно уменьшить количество выхлопных газов. В последнее время происходит стремительное развитие программного обеспечения для самоуправляемых авто. Одно из ведущих мест здесь занимает Tesla Autopilot. Считается, что когда на авто будет установлен качественный автопилот, удастся достичь положительного влияния на безопасность движения, а уменьшение количества частных авто в пользу дешевых роботакси позволит уменьшить дорожные заторы.

## Компании, эксплуатирующие роботакси
По стостоянию на июль 2025 года крупнейшими сервисами беспилотных такси в мире являлись Waymo, Poni.ai, и WeRide. Компания Tesla запустила тестовую работу беспилотных такси в июне 2025 года в Техасе, США.

## История разработок роботакси
Большинство компаний, занимающихся испытанием роботакси, работает в Азии и США. В подавляющем большинстве случаев тестирования за рулем авто находится человек — «безопасный водитель», который в случае опасности может взять управление на себя.
В августе 2016 компания NuTonomy (стартап на базе Массачусетского технологического института) стала первой, сделавшей роботакси доступными для клиентов, предлагая поездки на шести модифицированных Renault Zoé и i-MIEV на ограниченных участках Сингапура. NuTonomy нашла ещё трех партнеров в развитии своего сервиса: Grab — конкуренты Uber в Северной Азии, Groupe PSA, которая должна предоставить для работы определённое количество Peugeot 3008, и Lyft — для запуска роботакси в Бостоне.
В сентябре 2016 Uber начал работу с роботакси в Питтсбурге, имея 14 Ford Fusion Hybrid. Позже тестирование распространили на Сан-Франциско с модифицированными Volvo XC90 и Темпе (Аризона), где произошла авария с опрокидыванием автомобиля при полностью автономном движении. Никто не пострадал.
В 2017 году Cruise Automation, связанная с General Motors, запустила в Сан-Франциско бета-версию своего сервиса, используя 46 Chevrolet Bolt, предоставив их в пользование своим работникам.
В начале 2017 года компания Waymo, созданная Google как проект развития автономных авто и ставшая независимой в 2016 году, начала обширное тестирование своего программного обеспечения в Финиксе на 100, а потом и 500 гибридных минивэнах Chrysler Pacifica. Их предоставил партнер — Fiat Chrysler Automobiles. В мае было подписано соглашение с Lyft, в ноябре 2017 года Waymo сообщила, что начинает испытания своих роботакси без «безопасного водителя» за рулем..
В 2019 году Илон Маск заявил, что Tesla Inc будет предлагать покупателям их авто регистрироваться в мобильном приложении вроде Uber и предоставлять их в пользование другим людям. За это компания будет получать 25-30 % дохода. На территориях, где машин не хватает, Tesla будет предоставлять их из своего таксопарка. Автономное управление будет обеспечиваться автопилотом нового поколения, который предусматривает радар, срабатывающий на 160 м, 12 сенсоров и 8 камер, которые охватывают все 360 °. Сейчас компания работает над способностью автомобиля самостоятельно подъезжать к розетке в гараже владельца или до заправки Supercharger и заряжать аккумулятор. Полноценное развертывание роботакси Tesla планируется на 2020 год. Существует определённая неясность с получением разрешений от органов власти, но, если транспортные средства не будут значительным образом изменены конструкционно (убраны руль или педали), ограничений со стороны закона быть не должно..